# Hrdlo Hornádu

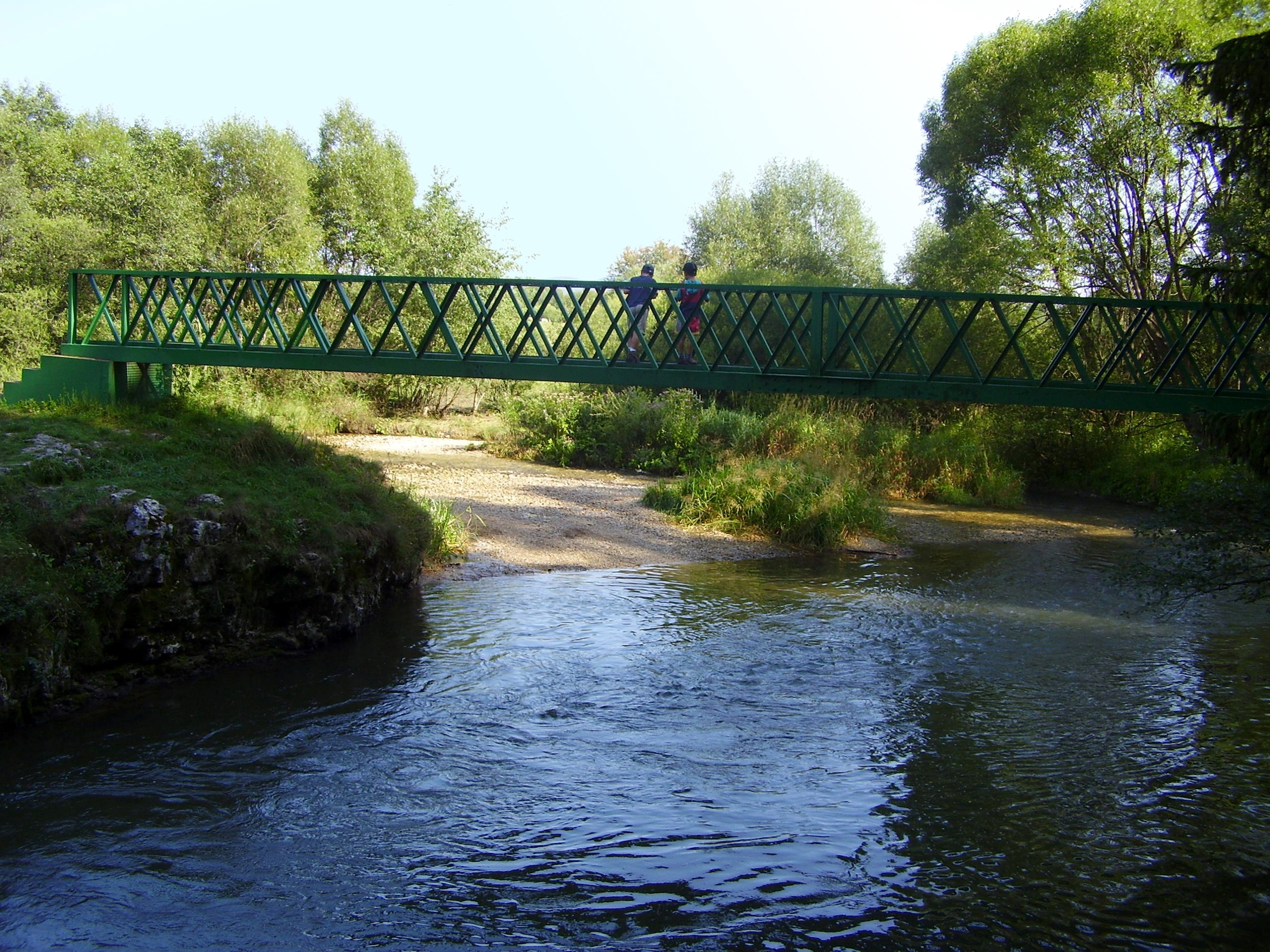
Most v Hrdlu Hornádu

Hrdlo Hornádu je místo soutoku Hornádu a Veľkej Bielej vody, současně počátek Prielomu Hornádu.
Hrdlo Hornádu se nachází kilometr východně od Podlesku a dva kilometry jižně od obce Hrabušice. V tomto místě se stéká potok Veľká Biela voda pramenící v západní části Slovenského ráje sbírající vodu z roklin Veľký Sokol, Piecky a Suchá Belá s řekou Hornád pramenící pod Kráľovou hoľou. Nad soutokem ční skalní brána tvořená výběžky Vtáčieho hrbu a Zelenej hory. Za soutokem vtéká Hornád do 11 kilometrů dlouhého kaňonu zvaného Prielom Hornádu, který opouští až před obcí Smižany.
V dubnu roku 2008 vytvořili studenti Akademie umění v Banské Bystrici a Střední školy dřevařské v Spišské Nové Vsi na přilehlé louce sochy a obrazce z odpadků nasbíraných při čištění okolí Hornádu, aby tak upozornili na neukázněnost turistů.